# Ana Girardot
Pour les articles homonymes, voir Girardot.
Ne doit pas être confondu avec Annie Girardot.
Ana Girardot est une actrice française, née le 1er août 1988 à Clamart (Hauts-de-Seine).

## Biographie

### Famille et formation
Ana Girardot est la fille d'Hippolyte Girardot et d'Isabel Otero, et la petite-fille des peintres Antonio Otero et Clotilde Vautier (1939-1968),. Elle choisit d'être comédienne contre l'avis initial de son père et, durant trois ans, suit des cours de théâtre à New York.

### Carrière cinématographique
Après quelques rôles secondaires à la télévision et au cinéma, Ana Girardot obtient un rôle principal particulièrement remarqué par la critique dans le film Simon Werner a disparu… de Fabrice Gobert présenté lors du Festival de Cannes 2010.
La même année, elle fait une apparition à la télévision dans la série policière de TF1, Diane, femme flic, dont le rôle-titre est interprété par sa propre mère, Isabel Otero. Elle poursuit l'année suivante sur le petit écran en jouant cette fois le rôle principal de l'épisode Yvette, de la série Chez Maupassant, sous la direction d'Olivier Schatzky. Fabrice Gobert lui propose alors d'intégrer la distribution principale de sa première série télévisée, Les Revenants. La fiction est diffusée en 2012 et connait un succès critique et commercial international. La même année, elle est à l'affiche de deux films également remarqués : elle joue dans le film biographique Cloclo, de Florent-Emilio Siri, et tient un rôle secondaire dans la comédie dramatique Radiostars, de Romain Levy.
Avec sa participation au film Paradise Lost d'Andrea Di Stefano, elle commence une carrière internationale en donnant la réplique à Benicio del Toro, puis joue dans le thriller La prochaine fois je viserai le cœur de Cédric Anger au côté de Guillaume Canet à contre-emploi.
L'année 2015 est marquée par deux projets : la sortie de la seconde saison des Revenants – ayant connu un moindre succès que la première saison – et le long métrage Un homme idéal de Yann Gozlan dans lequel elle a le premier rôle féminin, face à Pierre Niney.
Elle joue ensuite, par deux fois, sous la direction de Cédric Klapisch dans Ce qui nous lie (2017) et Deux moi (2019).
En 2023, elle est cofondatrice du festival du film Nouvelles Vagues à Biarritz. Elle est également maîtresse de cérémonie.

### Vie privée
Lorsqu'elle habite New York, elle épouse le directeur artistique Oscar Louveau en 2008. Elle le connait depuis le lycée. Ils divorcent deux ans plus tard. De retour en France, elle est en couple avec Arthur de Villepin, fils de l'ancien Premier ministre Dominique de Villepin, de 2015 à 2019 avant de retrouver Oscar Louveau, avec qui elle se remarie en 2020, cette fois à Las Vegas.
En décembre 2020, elle donne naissance à un garçon,et en octobre 2024 à une fille.

## Filmographie
Sauf indication contraire, les informations mentionnées dans cette section peuvent être confirmées par les bases de données cinématographiques IMDb et Allociné,  présentes dans la section « Liens externes ».

### Actrice

#### Cinéma

##### Longs métrages
- 2010 : Simon Werner a disparu... de Fabrice Gobert : Alice Cartier
- 2012 : Cloclo de Florent-Emilio Siri : Isabelle Forêt
- 2012 : Radiostars de Romain Levy : Sabrina
- 2013 : Amitiés sincères de Stéphan Archinard et François Prévôt-Leygonie : Clémence
- 2014 : Le Beau Monde de Julie Lopes-Curval : Alice
- 2014 : Paradise Lost d'Andrea Di Stefano : Anne
- 2014 : La prochaine fois je viserai le cœur de Cédric Anger : Sophie
- 2015 : Un homme Idéal de Yann Gozlan : Alice Fursac
- 2015 : Foujita de Kōhei Oguri : Youki
- 2016 : Saint Amour de Gustave Kervern et Benoît Delépine : les jumelles
- 2017 : Ce qui nous lie de Cédric Klapisch : Juliette
- 2017 : Knock de Lorraine Lévy : Adèle, l'employée de La Cuq
- 2017 : Soleil battant de Clara Laperrousaz et Laura Laperrousaz : Iris
- 2018 : Bonhomme de Marion Vernoux : Marilyn
- 2019 : Deux Moi de Cédric Klapisch : Mélanie
- 2019 : Entangled de Milena Lurie : Marin
- 2020 : Cinquième Set de Quentin Reynaud : Ève
- 2020 : Des feux dans la nuit de Dominique Lienhard : Mia
- 2021 : Ogre d'Arnaud Malherbe : Chloé
- 2022 : La Maison d'Anissa Bonnefont : Emma
- 2024 : Madame de Sévigné d'Isabelle Brocard : Françoise de Sévigné
- 2024 : Le Salaire de la peur de Julien Leclercq : Clara
- 2025 : L'Affaire de l'esclave Furcy d'Abd al Malik : Virginie

##### Courts métrages
- 2009 : Spiritual America de Marc Dujarric : Tara
- 2010 : It's Working (clip) de MGMT
- 2012 : 216 Mois de Frédéric Potier et Valentin Potier : Lisa
- 2012 : Les Chancelants de Nadine Lermite : Juliette
- 2013 : L'Aurore boréale de Keren Ben Rafael : la fille
- 2014 : Le Refuge d'Elliot Thomson : Fontanne
- 2014 : Beau Papa de Victor Saint-Macary : Julie
- 2014 : Some Words to Make a Change de Rosalie Miller Mann : ?
- 2015 : The Proposal de Sean Ellis : Charlotte
- 2015 : Par consentement mutuel de Guillaume Cotillard : la sœur d'Astrid
- 2016 : Behind the Door de Zoe Cassavetes : elle-même
- 2019 : Résonance d'Edouard Tardan : Résonance
- 2020 : Dans les parages de Paul Lefèvre : Élisa Tannero
- 2023 : Babyphone (moyen métrage) d'elle-même : Agathe

#### Télévision

##### Séries télévisées
- 2010 : Diane, femme flic : Lola
- 2011 : Chez Maupassant : Yvette
- 2012 / 2015 : Les Revenants : Lucy Clairsene
- 2020 : La Flamme : Anne
- 2021 : Totems : Anne Mareuil
- 2022 : Le Flambeau : Les Aventuriers de Chupacabra : Anne
- 2024 : La Fièvre : Marie Kinsky
- 2024 : Le Comte de Monte-Cristo

#### Doublage
- 2023 : Les Inséparables : Dee

### Réalisatrice-scénariste
- 2020 : Venise n'existe pas (court métrage)
- 2023 : Babyphone (moyen métrage) - également productrice

## Théâtre
Sauf indication contraire ou complémentaire, les informations mentionnées dans cette section peuvent être confirmées par la base de données Les Archives du spectacle.
- 2014 : Roméo et Juliette de William Shakespeare, mise en scène Nicolas Briançon, Théâtre de la Porte-Saint-Martin

## Distinctions
Sauf indication contraire, les informations mentionnées dans cette section peuvent être confirmées par les bases de données cinématographiques IMDb et Allociné,  présentes dans la section « Liens externes ».

### Récompense
- Festival du film de Cabourg 2011 : Prix premiers rendez-vous pour Simon Werner a disparu...

### Nominations
- Prix Lumières 2015 : meilleur espoir féminin pour Le Beau Monde et La prochaine fois je viserai le cœur
- CinEuphoria Awards 2019 : meilleure actrice de la compétition nationale pour Soleil battant
- Globes de cristal 2020 : meilleure actrice pour Deux moi
- Kurdistan International Independent Film Festival 2021 : meilleure actrice pour Des feux dans la nuit

### Jury de festivals
- Festival du cinéma américain de Deauville 2016 : membre du jury de la compétition officielle
- Festival international du film fantastique de Gérardmer 2019 : membre du jury des longs métrages
- Nikon Film Festival 2020 : membre du jury (présidé par Cédric Klapisch)